# Синдром на Турет
Синдромът на Турет (на английски: Tourette syndrome, Tourette's syndrome, Tourette's disorder, Gilles de la Tourette syndrome, GTS, Tourette's или TS) е наследствено неврологично заболяване, при което пациентът страда от множество двигателни и речеви тикове, които се появяват в детството и периодично се променят. Наречен е на френския невролог Жорж де ла Турет, който през 1885 г. публикува изследване върху девет случая на заболяването.
Американският невролог и писател Оливър Сакс описва срещите си с барабанист и хирург със синдром на Турет в книгата си An Anthropologist on Mars. Познати са и още много случаи на различни професионалисти, които успешно контролират заболяването.

## Симптоми
В миналото синдромът е бил свързван предимно с неволните ругатни и неуместните коментари, които страдащите от него произнасят натрапчиво. Този симптом обаче се открива само в малка част от боледуващите. Интелектът и физическото здраве остават незасегнати. Известно е, че психосоциалните фактори не причиняват синдрома, но могат да влошат или подобрят състоянието на пациента.

## Лечение
Лечението се изразява в овладяване на най-проблемните тикове чрез психотерапия и поведенчески тренировки. Рядко се налага лекарствено лечение.
Синдромът на Турет може да бъде открит и в зряла възраст, трудно е да се разбере при децата, особено от родителите, защото те могат да го помислят за глезене или жестикулиране. Може да има различни прояви: въртене на очи, плезене, постоянен звук, който наподобява хълцане, физиономии, които не спират, заекване с тикове, причината за появяването им е на психична основа. Също така това може да е травма от някаква случка, на която детето не е трябвало да бъде свидетел. При деца с този синдром не трябва да се казва, че са различни, не трябва да се държите с тях като с някое умствено изостанало дете. Лечение има, не само ходене при психолог, но и помощ от близки, родители, приятели, съпруг/а за по-бързо преодоляване на травмата.